# Kate McKinnon
Kathryn McKinnon Berthold (Sea Cliff, 6 gennaio 1984) è un'attrice, comica e imitatrice statunitense.
È nota principalmente per essere un membro del cast del Saturday Night Live dal 2012. Ha interpretato il personaggio del Dr. Jillian Holtzmann nel film del 2016 Ghostbusters. McKinnon è nota per le sue imitazioni di cantanti e celebrità, come il cantante pop Justin Bieber, la comica e conduttrice televisiva Ellen DeGeneres, la politica Hillary Clinton e la cancelliera tedesca Angela Merkel.
Ha ricevuto 6 nomination agli Emmy Awards di cui 4 per la miglior attrice non protagonista in una serie comica per il Saturday Night Live, dove ha vinto per 2 anni consecutivi nel 2016 e nel 2017.

## Biografia
Kate McKinnon è nata e cresciuta a Sea Cliff, villaggio del comune di Oyster Bay, nello Stato di New York, da Laura Campbell, un'educatrice e Michael Thomas Berthold, un architetto. Ha una sorella minore, la comica Emily Lynne, con la quale ha collaborato alla serie Audible Heads Will Roll e alla serie digitale Notary Publix. Di origine tedesca e scozzese, suo padre morì quando lei aveva 18 anni.
Kate McKinnon dimostra diverse abilità sin da molto giovane. Da bambina, Kate McKinnon inizia a suonare diversi strumenti musicali: inizia a suonare il piano quando aveva cinque anni, il violoncello quando ne aveva 12 ed impara a suonare la chitarra da autodidatta quando ne aveva 15. McKinnon possiede anche una grande abilità per gli accenti stranieri da quando era in quinta elementare: ha fatto un'audizione per essere "la regina della settimana della lettura" usando un accento inglese. In un'intervista a Rolling Stone dichiara: "Penso che la genesi di tutta la mia vita, probabilmente, siano stati i sorrisi che ho suscitato facendo questo accento britannico. Ho inseguito quel drago da allora".
Si diploma in teatro alla North Shore High School nel 2002 e alla Columbia University nel 2006. Lì ha co-fondato un gruppo comico, Tea Party, incentrato sulla commedia musicale improvvisata. Alla Columbia, ha recitato in tre spettacoli di Varsity: V109 Dial D per Deadline , V110 Off-Broadway e V111 The Sound of Muses. Era anche un membro del Prangstgrüp, un gruppo di commedie studentesche che organizzava e registrava elaborati scherzi universitari. Nel 2007, McKinnon si unisce al cast originale del logo TV ''The Big Gay Sketch Show'' , divenendo un membro del cast per tutte e tre le stagioni.
Dal 2008 si esibisce regolarmente in sketch comedy dal vivo all'Upright Citizens Brigade Theatre di New York City. Ha anche lavorato come doppiatrice, doppiando personaggi per serie come The Venture Bros., Robotomy e Ugly Americans. Nel 2009 McKinnon ha vinto un Logo NewNowNext Award per il miglior fumetto in ascesa. È stata nominata per un ECNY Emerging Comic Award nel 2010. Entra a far parte del cast del Saturday Night Live nel 2012 e diventa parte del cast principale l'anno successivo. È il primo membro dichiaratamente omosessuale del SNL. Tra i personaggi da lei creati vi sono: la maschilista veterana di Hollywood Debette Goldry, Olya Povlatsky una turbata donna russa, la gattara lesbica Barbara DeDrew, la professoressa Miss Finley, l'amministratrice di condominio Mrs. Sartini, la presentatrice svedese Helga Handler, Deenie (Somebody's mom) e molti altri. Sono però più note le sue imitazioni di personaggi della politica e dello spettacolo tra cui: Hillary Clinton, Kellyanne Conway, Jeff Sessions, Angela Merkel, Justin Bieber, Penélope Cruz, Ellen DeGeneres, Martha Stewart, Jane Lynch, Shakira, Betsy DeVos, Rudolph Giuliani e molti altri.
È stata premiata con due Emmy consecutivi (2016, 2017) per le sue performance al Saturday Night Live come miglior attrice non protagonista in una serie commedia, cosa mai accaduta a nessun membro del cast dell'SNL, nonostante le numerose nomination di Kristen Wiig, Bill Hader e Amy Poehler. È uno degli unici quattro membri fissi del cast ad aver vinto un premio Emmy per recitazione, assieme a Dana Carvey, Gilda Radner e Chevy Chase, i quali hanno però vinto come migliore performance in un programma di varietà o sketch. È inoltre stata nominata per un Emmy per la migliore canzone originale per (Do It On My) Twin Bed che ha scritto e interpretato insieme ai suoi colleghi.

## Filmografia

### Attrice

#### Cinema
- My Best Day, regia di Erin Greenwell (2012)
- Hannah Has a Ho-Phase, regia di Jamie Jensen e Nadia Munla (2012)
- Life Partners, regia di Susanna Fogel (2014)
- Intramural, regia di Andrew Disney (2014)
- Ted 2, regia di Seth MacFarlane (2015)
- Estate a Staten Island (Staten Island Summer), regia di Rhys Thomas (2015)
- Le sorelle perfette (Sisters), regia di Jason Moore (2015)
- Ghostbusters, regia di Paul Feig (2016)
- Masterminds - I geni della truffa (Masterminds), regia di Jared Hess (2016)
- La festa prima delle feste (Office Christmas Party), regia di Will Speck e Josh Gordon (2016)
- Crazy Night - Festa col morto (Rough Night), regia di Lucia Aniello (2017)
- L'unica (Irreplaceable You), regia di Stephanie Laing (2018)
- Il tuo ex non muore mai (The Spy Who Dumped Me), regia di Susanna Fogel (2018)
- Yesterday, regia di Danny Boyle (2019)
- Bombshell - La voce dello scandalo (Bombshell), regia di Jay Roach (2019)
- Nella bolla, regia di Judd Apatow (2022)
- Barbie, regia di Greta Gerwig (2023)
- I Roses (The Roses), regia di Jay Roach (2025)

#### Televisione
- The Big Gay Sketch Show – serie TV, 23 episodi (2006-2010)
- Mayne Street – serie TV, episodio 4x03 (2008)
- UCB Comedy Originals – serie TV, 20 episodi (2009-2012)
- We Have to Stop Now – serie TV, episodio 2x05 (2010)
- Vag Magazine – serie TV, 6 episodi (2010)
- The Back Room – serie TV, episodio 1x29 (2011)
- I Wanna Have Your Baby – serie TV, episodio 1x05 (2011)
- Saturday Night Live Weekend Update Thursday – programma TV, episodi 3x01-3x02 (2012)
- Saturday Night Live – programma TV, 201 puntate (2012-2022)
- Hudson Valley Ballers – serie TV, episodi 1x01-1x06 (2013)
- Comedy Bang! Bang! – serie TV, episodio 3x06 (2014)
- The Spoils Before Dying – miniserie TV, puntata 03 (2015)
- Difficult People – serie TV, episodio 1x03 (2015)
- Moonbeam City – serie TV, episodio 1x06 (2015)
- Maya & Marty – serie TV, episodio 1x01 (2016)
- Joe vs. Carole, regia di Justin Tipping e Natalie Bailey – miniserie TV (2022)

### Doppiatrice
- Robotomy – serie animata, 5 episodi (2010-2011)
- The Venture Bros. – serie animata, 7 episodi (2010-2016)
- Toy Story of Terror!, regia di Angus MacLane – special TV (2013)
- The Awesomes – serie animata, 7 episodi (2014-2015)
- China, IL – serie animata, episodio 3x01 (2015)
- I Griffin (Family Guy) – serie animata, episodi 14x06-14x13-15x09 (2015-2016)
- Nature Cat – serie animata, 19 episodi (2015-2016)
- Angry Birds - Il film (Angry Birds: The Movie), regia di Clay Kaytis e Fergal Reilly (2016)
- Ballerina, regia di Eric Summer e Eric Warin (2016)
- Alla ricerca di Dory (Finding Dory), regia di Andrew Stanton e Angus MacLane (2016)
- I Simpson (The Simpsons) – serie animata, episodio 27x14 (2016)
- Ferdinand, regia di Carlos Saldanha (2017)
- DC League of Super-Pets, regia di Jared Stern (2022)
- Un film Minecraft (A Minecraft Movie), regia di Jared Hess (2025) - non accreditata

## Doppiatrici italiane
Nelle versioni in italiano delle opere in cui ha recitato, Kate McKinnon è stata doppiata da:
- Chiara Gioncardi in Ghostbusters, Crazy Night - Festa con il morto, L'unica, Il tuo ex non muore mai, Bombshell - La voce dello scandalo, Joe vs. Carole, Barbie
- Domitilla D'Amico in Yesterday, Nella bolla
- Barbara Pitotti in Ted 2
- Tiziana Avarista in Masterminds - I geni della truffa
- Ilaria Stagni in La festa prima delle feste

Da doppiatrice è sostituita da:
- Chiara Gioncardi in Ferdinand, Un film Minecraft
- Daniela Amato in Toy Story of Terror!
- Domitilla D'Amico in Angry Birds - Il film (Stella)
- Sabrina Duranti in Angry Birds - Il film (Eva)
- Franca D'Amato in Alla ricerca di Dory
- Giò Giò Rapattoni ne I Simpson
- Claudia Razzi in DC League of Super-Pets